# Def Jam: Icon
Def Jam: Icon es un videojuego de lucha, y es el tercero de la serie Def Jam. El juego fue desarrollado por EA Chicago y fue lanzado para las consolas PlayStation 3 y Xbox 360 el 6 de marzo de 2007. A diferencia de los anteriores juegos de la serie, la banda sonora del juego es completamente sin censura y controlable.

## Características
El juego cuenta con alrededor de 30 artistas aunque la lucha es muy diferente a la de los juegos anteriores, Def Jam Vendetta y Def Jam: Fight For NY, el juego incluye modos de juego similares al Fight Night: Round 3 y en este se mezclan bloques, lanzamientos, y movimientos defensivos, y con el stick analógico derecho se pueden ofrecer más fuertes ataques, además también se puede determinar la salud del personaje observando las características físicas, tales como quemaduras, heridas e incluso agotamiento.
El juego también tiene numerosos lugares los cuales tienen un entorno que incluyen techos, calles, trenes subterráneos , estaciones de servicio , clubes, entre otros lugares. Además, los productores prometieron enormes niveles de interactividad dentro de cada ambiente.

## Estilos de lucha
El juego incluye 6 estilos de lucha:
- Ghetto Blaster (Artes marciales mixtas)
- Street Kwon Do (Taekwondo)
- Black Panther (Kung Fu)
- Muay Fly (Muay Thai)
- Beatboxer (Boxeo)
- Jah Breaka (Capoeira)

## Recepción
- Según IGN el juego tuvo críticas positivas especialmente por la banda sonora, pero también tuvo críticas negativas debido a la incompatible mecánica del juego, la lucha, etc.
- Game Rankings tiene un promedio de puntuación de prensa del 69,91% para la versión de Xbox 360 y 68,86% para la versión para PlayStation 3.